# Dame de Brassempouy
Ne doit pas être confondu avec Vénus de Brassempouy (La Poire).
La Dame de Brassempouy, appelée aussi Dame à la Capuche, est une figurine en ivoire représentant une tête humaine, datée du Paléolithique supérieur (Gravettien, 29 à 22 000 ans AP).
Découverte en 1894 en France, dans les Landes à Brassempouy par le préhistorien Édouard Piette, cette représentation iconique (de) de la Préhistoire constitue l'une des plus anciennes représentations réalistes d'un visage humain, et sans doute même la plus ancienne connue.

## Découverte
La commune de Brassempouy est un petit village du département des Landes, sur le territoire duquel se trouvent deux gisements parmi les plus anciennement explorés en France, distants d'une centaine de mètres, la « galerie des Hyènes » et la « grotte du Pape ».

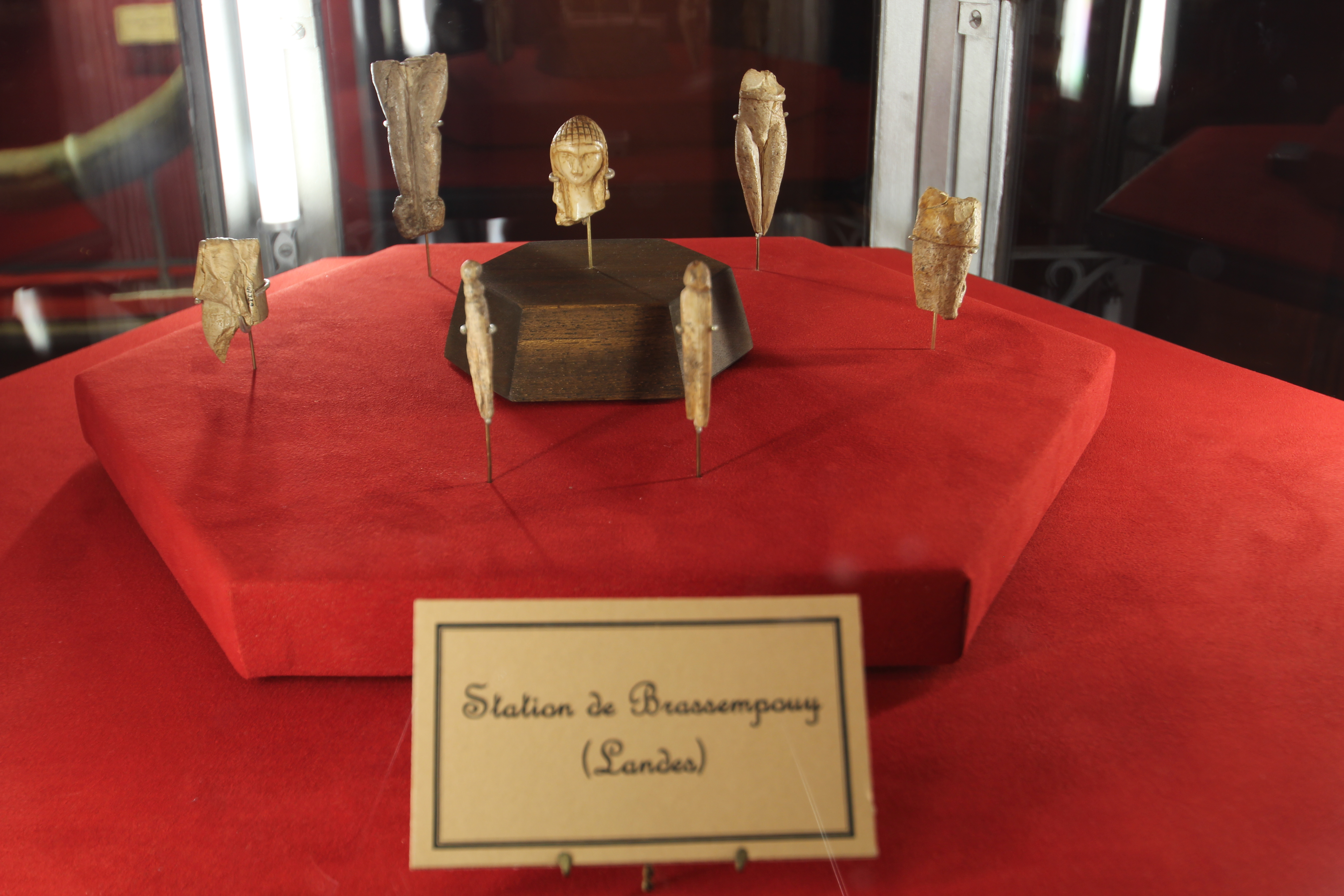
Statuettes féminines de Brassempouy (salle Piette au musée d'Archéologie nationale de Saint-Germain-en-Laye).

Cette dernière est explorée dès 1881 par Pierre-Eudoxe Dubalen puis par Joseph de Laporterie et Édouard Piette à partir de 1894. La date des premières fouilles explique le peu d'attention porté initialement à la stratigraphie du site. Néanmoins, Édouard Piette décrit des niveaux attribués au Solutréen supérieur et moyen puis, à la base, une couche pour laquelle il proposa le qualificatif d'« éburnéen » en raison de l'abondance des fragments d'ivoire. C'est dans ces niveaux, aujourd'hui rattachés au Gravettien, qu'il recueille plusieurs fragments de statuettes féminines ou des figurines comme la « Dame à la Capuche » dès 1894. Il en fait don au musée des Antiquités nationales de Saint-Germain-en-Laye en 1902.
Édouard Piette rapproche ces statuettes des représentations animales du Magdalénien des Pyrénées ou des figures de l'Égypte antique (notamment la perruque). Frappé de cet aspect égyptien, il demande l'opinion de Gaston Maspero qui élude la question. Saisi également par la beauté de la Dame de Brassempouy, il se demande aussi s'il ne s'agit pas d'un faux mais se convainc rapidement de son authenticité, si bien qu'il publie les découvertes de ces Vénus dans différentes revues dès 1892. Piette inaugure la tradition des naturalistes, ethnographes et préhistoriens du XIXe siècle consistant, avec leur lecture évolutionniste et racialiste, à qualifier les figures féminines du paléolithique de vénus stéatopyges, en référence à Saartjie Baartman, la prétendue « Vénus hottentote ».

## Description
La Dame de Brassempouy a été taillée dans de l'ivoire de mammouth. Elle est haute de 3,65 cm, longue de 2,2 cm et large de 1,9 cm. « Contrairement aux autres représentations féminines sculptées du Gravettien connues sous l'appellation impropre de « vénus », qui ont souvent une tête très schématique, la dame de Brassempouy, qui avait peut-être des fonctions religieuses et symboliques analogues, se distingue par son visage exceptionnellement défini, grâce à la maîtrise par le sculpteur de différentes techniques (incision, perforation, raclage, polissage) ». Bien que les yeux soient à peine visibles (yeux enfoncés en amande à la pupille finement gravée, en particulier celle de droite, et qui semblent dérober le regard) et la bouche absente, le large visage de forme subtriangulaire, aux traits fins bien dessinés, le front bien net, les pommettes hautes, les arcades sourcilières bien marquées se raccordant à un nez fin et rectiligne, le menton menu mais saillant surmontant un cou gracile, le quadrillage de la parure de tête, témoignent de la virtuosité des artistes du Paléolithique supérieur.
Une fissure verticale sur le côté droit du visage est liée à la structure du morceau d'ivoire utilisé. Sur la tête, un quadrillage formé d'incisions perpendiculaires a été interprété comme une perruque, une capuche, une résille ou plus simplement une figuration de la chevelure (tressée).
L'étude de la fracture de son cou suggère qu'elle ne résulte pas d'une cassure, ce qui laisse penser que cette tête n'a jamais été rattachée à un corps similaire à celui des autres statuettes.

## Datation
Même si sa découverte est intervenue trop tôt pour que son contexte soit étudié avec toute l’attention qu'il méritait, il ne fait guère de doute que la Dame de Brassempouy était associée à une industrie du Paléolithique supérieur, le Gravettien (–29 / −22 000 BP) et sans doute plus précisément le Gravettien moyen à burin de Noailles (–26 / −24 000 BP).
Elle est plus ou moins contemporaine des autres vénus paléolithiques (Lespugue, Dolní Věstonice, Willendorf, etc.) mais s'en démarque nettement par le caractère réaliste de la représentation, même si cette dernière ne figure sûrement pas une femme en particulier, mais plutôt une image symbolique de la femme.

## Postérité
Le quadrillage sur la tête et le regard à peine visibles gomment toute expressivité au visage, si bien que cette figurine s'est prêtée aux projections de l'esprit et a donné lieu à une pluralité d'interprétations possibles. Ce visage qui est parmi les premiers messages humains des peuples paléolithiques, est ainsi devenu une représentation iconique de la Préhistoire alors qu'il était à l'époque de son élaboration probablement subversif car il n'a pas été retenu comme un canon de la beauté par les artistes du Gravettien et des époques ultérieures.

### Exposition

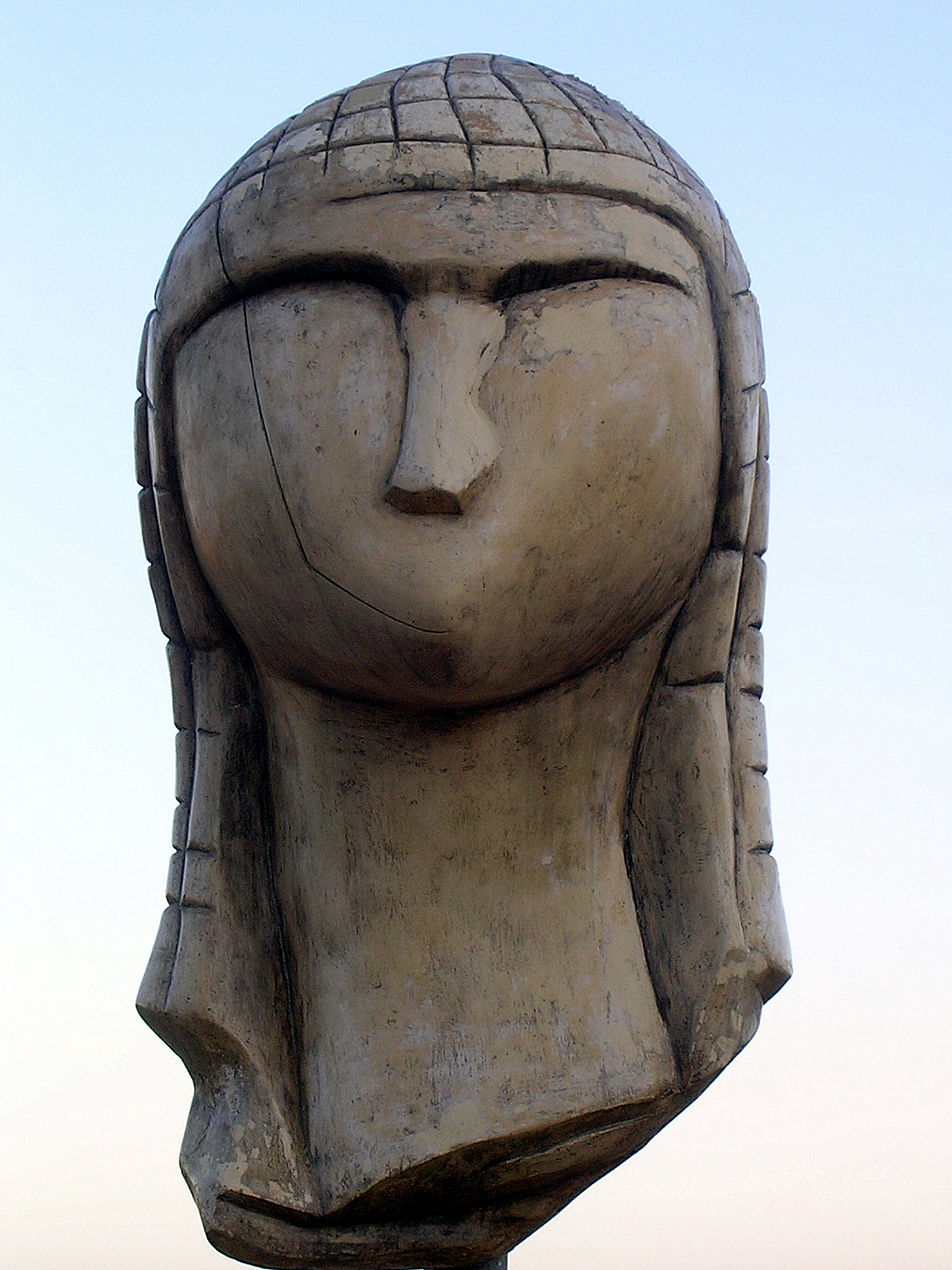
Agrandissement réalisé par Roselyne Conil, visible sur le site de la « Maison de la Dame ».

La Dame de Brassempouy est conservée au musée d'Archéologie nationale, à Saint-Germain-en-Laye (inventaire M.A.N. no 47 019). Elle ne fait pas partie de l’exposition permanente mais est désormais visible dans la salle Piette, ouverte au public en novembre 2008.
À Brassempouy, se trouvent différents objets découverts au cours des fouilles menées sur le site de la grotte du Pape. Ces pièces sont présentées à la Maison de la Dame, un espace muséographique consacré au site archéologique de Brassempouy et à la collection de moulages de statuettes paléolithiques offerte au musée par Henri Delporte. Cette collection regroupe des copies des neuf statuettes de Brassempouy mais aussi de la Vénus de Lespugue, de la Vénus de Willendorf ou encore des figurines de Malt'a, Grimaldi, Dolní Věstonice…

### Philatélie
La Dame de Brassempouy a fait l'objet de l'émission d'un timbre français le 8 mars 1976, sous le nom La Vénus de Brassempouy. Elle est représentée de profil vers la gauche, en sépia et bistre, sa valeur faciale est de 2 francs,. Elle fut reproduite par le dessinateur de timbres Georges Bétemps. Deux cachets premier jour furent émis ce jour-là, l'un à Brassempouy et l'autre à Saint-Germain-en-Laye. Ils sont illustrés du même visuel que le timbre. Ce visuel a été repris le 19 juillet 1994 pour le centenaire de l'invention dans un cachet temporaire à Brassempouy.
La République du Mali a émis en 1994 un timbre de 15 francs CFA représentant la Dame de Brassempouy de trois quarts.
Il existe en outre trois flammes d'oblitération :
- deux à Amou, chef-lieu de canton de Brassempouy ;
  - une émise en décembre 1982, illustrée de la Dame à la capuche ;
  - une émise en juin 1994 pour le centenaire de l'invention, non illustrée ;
- une à Liart émise le 2 juin 1995, illustrée de la Dame à la capuche et de la tête d'Édouard Piette.

### Culture
La figure de la statuette a inspiré celle de Diane de Brassempouy, personnage de la bande dessinée humoristique Silex and the City, créée par Jul en 2009.
Un reproduction en plastique de la statuette sous forme de pendentif fut jointe au numéro 23 de la parution bimestrielle Rahan.

#### Bases de données et dictionnaires
- Ressources relatives aux beaux-arts :   - Joconde
  - Panorama de l'art
- Notices d'autorité :   - BnF (données)